# Ileana Cotrubaș
Ileana Cotrubaș (Galați, 9 giugno 1939) è un soprano rumeno.

## Biografia
Iniziò gli studi musicali al conservatorio di Bucarest con Constantin Stroesco, debuttando poi Teatro dell'Opera della stessa città nel 1964, nel ruolo di Yniold in Pelléas et Mélisande.
Nel 1965 si aggiudicò diversi concorsi e nel 1966 iniziò la carriera internazionale debuttando al Teatro de la Monnaie di Bruxelles. L'anno successivo debuttò al Festival di Salisburgo e nel 1969 al Festival di Glyndebourne. 
Nel 1970 debuttò alla Staatsoper di Vienna e nel 1971 alla Royal Opera House di Londra. Nel  1973 fu la volta dell'Opéra Garnier di Parigi e l'anno successivo del Teatro alla Scala di Milano. Nel 1977 esordì  a Berlino e negli Stati Uniti, al Metropolitan di New York.
Particolarmente apprezzata in ruoli mozartiani, quali Constance, Pamina, Susanna, Despina, si impose anche nel repertorio francese e  italiano, particolarmente come Micaela, Manon, Mélisande, Violetta, Mimì, oltre che come Tatiana.
Dedicò una parte importante della carriera ai recital di arie di Debussy, Fauré, Ravel, Poulenc e all'interpretazione di diversi oratori.

## Repertorio
| Repertorio operistico    | Repertorio operistico         | Repertorio operistico |
| ------------------------ | ----------------------------- | --------------------- |
| Ruolo                    | Titolo                        | Autore                |
| Héro                     | Béatrice et Bénédict          | Berlioz               |
| Micaëla                  | Carmen                        | Bizet                 |
| Léïla                    | Les pêcheurs de perles        | Bizet                 |
| Tat'jana                 | Evgenij Onegin                | Čajkovskij            |
| Calisto                  | La Calisto                    | Cavalli               |
| Louise                   | Louise                        | Charpentier           |
| Yniold Mélisande         | Pelléas et Mélisande          | Debussy               |
| Adina                    | L'elisir d'amore              | Donizetti             |
| Inès                     | La favorite                   | Donizetti             |
| Euridice                 | Orfeo ed Euridice             | Gluck                 |
| Elena                    | Paride ed Elena               | Gluck                 |
| Almirena                 | Rinaldo                       | Händel                |
| Nerina                   | La fedeltà premiata           | Haydn                 |
| Clarice                  | Il mondo della luna           | Haydn                 |
| Vespina                  | L'infedeltà delusa            | Haydn                 |
| Armida                   | Armida                        | Haydn                 |
| Gretel                   | Hänsel und Gretel             | Humperdinck           |
| Nedda                    | Pagliacci                     | Leoncavallo           |
| Manon Lescaut            | Manon                         | Massenet              |
| Charlotte                | Werther                       | Massenet              |
| Thaïs                    | Thaïs                         | Massenet              |
| Bastienne                | Bastien und Bastienne         | Mozart                |
| Ismene                   | Mitridate, re di Ponto        | Mozart                |
| Serpetta                 | La finta giardiniera          | Mozart                |
| Ilia                     | Idomeneo, re di Creta         | Mozart                |
| Bettina                  | Lo sposo deluso               | Mozart                |
| Blonde Costanza          | Die Entführung aus dem Serail | Mozart                |
| Mademoiselle Silberklang | Der Schauspieldirektor        | Mozart                |
| Susanna                  | Le nozze di Figaro            | Mozart                |
| Zerlina                  | Don Giovanni                  | Mozart                |
| Despina                  | Così fan tutte                | Mozart                |
| Pamina                   | Die Zauberflöte               | Mozart                |
| Giulietta                | Les contes d'Hoffmann         | Offenbach             |
| Mimì                     | La bohème                     | Puccini               |
| Magda                    | La rondine                    | Puccini               |
| Giorgetta                | Il tabarro                    | Puccini               |
| Suor Genoveffa           | Suor Angelica                 | Puccini               |
| Lauretta                 | Gianni Schicchi               | Puccini               |
| Liù                      | Turandot                      | Puccini               |
| Donna Fiorilla           | Il turco in Italia            | Rossini               |
| Rosamunde                | Rosamunde                     | Schubert              |
| Rosalinde                | Die Fledermaus                | Strauss, Johann       |
| Sophie von Faninal       | Der Rosenkavalier             | Strauss, Richard      |
| Alzira                   | Alzira                        | Verdi                 |
| Gilda                    | Rigoletto                     | Verdi                 |
| Violetta Valéry          | La traviata                   | Verdi                 |
| Amelia Grimaldi          | Simon Boccanegra              | Verdi                 |
| Oscar                    | Un ballo in maschera          | Verdi                 |
| Elisabetta di Valois     | Don Carlo                     | Verdi                 |

## Discografia
| Anno | Titolo Ruolo                                    | Cast                                                     | Direttore               | Casa                |
| ---- | ----------------------------------------------- | -------------------------------------------------------- | ----------------------- | ------------------- |
| 1971 | La Calisto Calisto                              | James Bowman, Janet Baker                                | Raymond Leppard         | Decca               |
| 1972 | La finta giardiniera Serpetta                   | Jessye Norman, Tatiana Troyanos, Hermann Prey            | Hans Schmidt-Isserstedt | Philips             |
| 1974 | Così fan tutte Despina                          | Montserrat Caballé, Nicolai Gedda, Wladimiro Ganzarolli  | Colin Davis             | Decca               |
|      | La favorita Ines                                | Fiorenza Cossotto, Luciano Pavarotti, Gabriel Bacquier   | Richard Bonynge         | Decca               |
| 1976 | L'elisir d'amore Adina                          | Plácido Domingo, Geraint Evans, Ingvar Wixell            | John Pritchard          | CBS                 |
|      | La fedeltà premiata Nerina                      | Lucia Valentini Terrani, Frederica von Stade, Luigi Alva | Antal Doráti            | Philips             |
|      | Louise                                          | Placido Domingo, Gabriel Bacquier, Jane Berbié           | Georges Prêtre          | Sony                |
|      | Der Schauspieldirector Mademoiselle Silberklang | Ruth Welting, Anthony Rolfe Johnson, Clifford Grant      | Colin Davis             | Philips             |
|      | Orfeo ed Euridice Euridice                      | Lella Cuberli, Julia Hamari                              | Riccardo Muti           |                     |
|      | Lo sposo deluso Bettina                         | Felicity Palmer, Anthony Rolfe Johnson, Clifford Grant   | Colin Davis             | Philips             |
|      | Suor Angelica Suora Genovieffa                  | Renata Scotto, Marilyn Horne                             | Lorin Maazel            | CBS                 |
|      | La traviata Violetta Valery                     | Placido Domingo, Sherrill Milnes                         | Carlos Kleiber          | Deutsche Grammophon |
|      | Gianni Schicchi Lauretta                        | Tito Gobbi, Placido Domingo                              | Lorin Maazel            | CBS                 |
| 1977 | Carmen Micaela                                  | Teresa Berganza, Placido Domingo, Sherrill Milnes        | Claudio Abbado          | Deutsche Grammophon |
|      | Mitridate, re di Ponto Ismene                   | Agnes Baltsa, Edita Gruberová, Arleen Auger              | Leopold Hager           | Philips             |
|      | Les Pêcheurs de perles Leila                    | Alain Vanzo, Guillermo Sarabia                           | Georges Prêtre          | EMI                 |
|      | Rinaldo Almirena                                | Carolyn Watkinson, Paul Esswood, Jeanete Scovotti        | Jean-Claude Malgoire    | CBS                 |
| 1978 | La Betulia Liberata Amital                      | Peter Schreier, Hanna Schwarz, Walter Berry              | Leopold Hager           | Deutsche Grammophon |
|      | Hänsel und Gretel Gretel                        | Frederica von Stade, Christa Ludwig, Kiri Te Kanawa      | John Pritchard          | CBS                 |
|      | Le nozze di Figaro Susanna                      | José van Dam, Tom Krause, Frederica von Stade            | Herbert von Karajan     | Decca               |
| 1979 | Rigoletto Gilda                                 | Piero Cappuccilli, Placido Domingo, Nicolai Ghiaurov     | Carlo Maria Giulini     | Deutsche Grammophon |
|      | Béatrice et Bénédict Héro                       | Yvonne Minton, Placido Domingo, Dietrich Fischer-Dieskau | Daniel Barenboim        | Deutsche Grammophon |
| 1980 | Die Zaüberflote Pamina                          | Eric Tappy, Martti Talvela, Zdzsislawa Donat             | James Levine            | RCA                 |
| 1982 | Manon                                           | Alfredo Kraus, Gabriel Bacquier, José van Dam            | Michel Plasson          | EMI                 |
| 1983 | Alzira                                          | Francisco Araiza, Renato Bruson                          | Lamberto Gardelli       | Orfeo               |

- Mozart, Idomeneo - Levine/Pavarotti, Jean-Pierre Ponnelle - 1982 Deutsche Grammophon
- Verdi, Rigoletto - Levine/Domingo/MacNeil, 1997 Deutsche Grammophon
- Rossini, La gazza ladra - Bartoletti/Kuebler/Rinaldi/Feller/Condó, 1987 Arthaus